# Lew Dodin
Lew Abramowicz Dodin (ros. Лев Абрамович Додин, ur. 14 maja 1944 w Stalińsku) – radziecki i rosyjski reżyser teatralny. Współpracował z teatrami w Leningradzie i Moskwie. Od 1983 roku dyrektor artystyczny Małego Teatru Dramatycznego w Leningradzie. Wykładowca LGITMiK (SPGATI).

## Życiorys
W 1965 roku Państwowy Leningradzki Instytut Teatru, Muzyki i Kinematografii (LGITMiK). Wyreżyserował przedstawienia na podstawie utworów: „Dom”, „Bracia i siostry” F. Abramowa, „Władca much” W. Goldinga, „Gaudeamus” S. Kaledina, „Biesy” F. Dostojewskiego, „Pożądanie w cieniu wiązów”, „Długa podróż w noc” E. O’Neilla, „Wiśniowy sad”, „Sztuka bez tytułu”, „Czajka”, „Wujaszek Wania” A. Czechowa, „Czewengur” A. Płatonowa, „Molly Sweeney” B. Friela, „Moskiewski chór” L. Pietruszewskiej, „Król Lear”, „Stracone zachody miłości” W. Szekspira, „Życie i los” W. Grossmana, „Trzy siostry”. Wyreżyserował również spektakle: „Krotkaja” w Teatrze Dramatycznym im. Towstonogowa oraz w MChT, „Państwo Gołowlewowie” w MChT; opery „Elektra” R. Straussa na festiwalu w Salzburgu, „Lady Makbet mceńskiego powiatu” D. Szostakowicza, „Otello” G. Verdiego na festiwalu Florencki Muzyczny Maj, „Dama pikowa” P. Czajkowskiego w Operze Holenderskiej i Operze Paryskiej, „Mazepa” P. Czajkowskiego w teatrze La Scala, „Demon” A. Rubinsteina w Teatrze Châtelet, „Salomea” R. Straussa w Opéra Bastille.

## Nagrody i odznaczenia
- Ludowy Artysta Federacji Rosyjskiej
- Laureat Państwowej Nagrody ZSRR
- Laureat Państwowej Nagrody Federacji Rosyjskiej
- Laureat nagrody „Złota Maska”
- Laureat nagrody Związku Teatrów Europy „Europa Teatrowi”